# Xiran Jay Zhao
Xiran Jay Zhao es una persona dedicada la escritura, personalidad de Internet y cosplayer sinocanadiense. Su novela debut, Viuda de hierro: Iron Widow, se convirtió en el número uno en ventas del New York Times y ganó el premio BSFA 2021 al mejor libro para lectores jóvenes.

## Primeros años de vida
Xiran Jay Zhao emigró a Columbia Británica desde un pequeño pueblo de China cuando estaba en quinto grado. Su padre es de ascendencia hui. Zhao solía imaginar historias en su infancia, pero no plasmó ninguna en papel hasta que le alentaron a hacerlo en una convención de anime cuando tenía 15 años.
En sus estudios, se especializó en ciencias de la salud con énfasis en la investigación de enfermedades bioquímicas en la Universidad Simon Fraser y se graduó en 2020. Trabajó en una cooperativa antes de decidir que el trabajo de oficina no era lo suyo.

## Carrera
En marzo de 2020, Zhao firmó un contrato de dos libros con Penguin Teen Canada para una historia que reimagina el ascenso al poder de la emperatriz Wu Zetian en el género mecha para adultos jóvenes. Rock the Boat, el sello infantil de Oneworld Publications, adquirió los derechos del Reino Unido en mayo de 2021. Describió la serie como una "fusión monstruosa de [su] amor por el anime y [su] amor por los dramas de harem chinos". La primera entrega de la serie, Iron Widow, se publicó en septiembre de 2021 y alcanzó el número uno en la categoría de tapa dura para adultos jóvenes en la lista de los más vendidos del New York Times. La segunda entrega de la serie, Iron Widow 2: Heavenly Tyrant, está programada para su lanzamiento en abril de 2024.
En septiembre de 2020, Zhao se volvió viral, primero en un hilo de Twitter y posteriormente en su primer video de YouTube, por sus críticas a la adaptación en imagen real de Mulan de Disney y sus imprecisiones culturales. Atribuye el éxito de Iron Widow, que inicialmente se esperaba que atrajera solo a una audiencia de nicho, a su presencia en internet publicando memes de la historia de China. Jessica Singer, de CBC News, destacó en agosto de 2021 el impacto de BookTok en las ventas de ficción para adultos jóvenes. Singer escribió que "los libros como Iron Widow [...] ya están ganando popularidad en línea, incluso antes de la fecha de lanzamiento del libro a finales de septiembre". Kara Savoy, directora de marketing integrado de Penguin Random House Canadá, afirmó que "cuando Xiran hizo un video de unboxing de sus copias avanzadas hace unas semanas [en TikTok], las cifras de preventa en los EE. UU. aumentaron un 600 por ciento esa semana".
A principios de 2021, Zhao consiguió su segundo contrato con Margaret K. McElderry Books, un sello de Simon & Schuster, con el libro Zachary Ying and the Dragon Emperor, una fantasía contemporánea dirigida a preadolescentes. Fue lanzado el 10 de mayo de 2022. La novela debutó en el puesto número 4 en la lista de los más vendidos del New York Times en la categoría de tapa dura para niños de educación secundaria y permaneció en la lista durante dos semanas. Alec Scott, de The Globe and Mail, comparó a Zachary Ying con Iron Widow y comentó que "los dos libros hablan de las obsesiones de Zhao, tanto con el anime, la narrativa visual popularizada en Japón que se ha vuelto global, como con la historia y mitología chinas. [...] En ambas novelas, el pasado mítico se traduce en el futuro. [...] A pesar de sus diferencias de tono, las novelas rescatan lo que es valioso para Zhao en la historia y el mito chinos, y lo proyectan hacia adelante, creando actos artísticos de reapropiación cultural".
Zhao fue finalista del Premio Astounding al Mejor Nuevo Escritor en 2022. En 2023, recibió suficientes votos para volver a ser finalista, pero su nominación fue declarada inelegible y eliminada de la boleta. Posteriormente, se reveló que esto se debió a la autocensura por parte de los administradores del Premio Hugo de la 81.ª Convención Mundial de Ciencia Ficción, celebrada en Chengdu, China, para apaciguar al gobierno chino, que tiene un estricto régimen de censura.

## Obra

### SerieIron Widow
- Zhao, Xiran Jay (2021). Iron Widow. Penguin Teen Canada. ISBN 978-0735269934.
  - Edición en castellano: Viuda de hierro: Iron Widow. Molino. 2022. ISBN 978-8427226777.
- Zhao, Xiran Jay (2024). Iron Widow 2: Heavenly Tyrant. (próximamente)[11]

### Novela juvenil
- Zhao, Xiran Jay (2022). Zachary Ying and the Dragon Emperor. Simon & Schuster. ISBN 978-1665900706.